# Gare de Mont-Louis - La Cabanasse
Gare de Mont-Louis - La Cabanasse vasútállomás Franciaországban, La Cabanasse településen.

## Vasútvonalak
Az állomást az alábbi vasútvonalak érintik:
- Ligne de Cerdagne

## Kapcsolódó állomások
A vasútállomáshoz az alábbi állomások vannak a legközelebb:
- Gare de Planès (Gare de Villefranche - Vernet-les-Bains)
- Gare de Bolquère - Eyne (Gare de Latour-de-Carol - Enveitg)